# José Ruvalcaba
José Ruvalcaba, más conocido como El Siete, fue un futbolista mexicano. Jugó en el Atlas de Guadalajara y en el Club Necaxa de los "Once Hermanos" y fue seleccionado varias veces. Actualmente tiene el récord en la liga de fútbol mexicana, de anotar siete goles en un solo partido, cuando el Necaxa goleó al Atlante en la final. Su hazaña le valió el apodo de "El Siete".

## Clubs
- Club Necaxa
- Atlas de Guadalajara

## Selección mexicana
- Datos: Q5945298